# Казанкин Олександр Федорович
Каза́нкин Олекса́ндр Фе́дорович (*15 квітня 1900— †20 березня 1955) — п'ятий та сьомий Командувач ПДВ СРСР (жовтень 1947 — грудень 1948 та січень — березень 1950), генерал-лейтенант (1944).
У 18 років добровольцем вступив до лав РСЧА, учасник громадянської війни. Після закінчення курсів червоних командирів проходив службу на різних командних посадах. У 1931—1934 роках навчання у Військовій академії ім. М. В. Фрунзе.
Німецько-радянську війну зустрів у Білорусі на посаді начальника штабу 4-го повітряно-десантного корпусу. Під його командуванням 4-й повітряно-десантний корпус у лютому 1942 року бився на смоленській землі під Вязьмою.
Після лікування в шпиталі формував 1-у гвардійську повітряно-десантну дивізію і командував нею в боях на Північно-Західному фронті взимку 1943 року та в Україні літом 1943 року. З 1943 року — командир 12-го гвардійського стрілецького корпусу, з яким дійшов до Берліна, де у вуличних боях був важко поранений. Після лікування повернувся на службу до ПДВ.
Командувач повітряно-десантних військ з жовтня 1947 року по грудень 1948 року і з січня по березень 1950 року.
З 1950 року — генерал-інспектор ПДВ.
20 березня 1955 року помер на службовому посту.